# Midwinter Tears
Midwinter Tears es una recopliación doble de la banda de metal gótico Tristania, publicado el 6 de junio de 2005. 
El álbum está compuesto de un  CD  y un  DVD. El CD contiene los temas de la última recopilación Midwintertears/Angina y  el DVD es un reedición del Widow's Tour de 1999. 
En esta compilación no aparece acreditado el  cantante Østen Bergøy, excepto como corista en "Evenfall".

## Liata de canciones

### CD
1. Sirene (Veland, Moen) - 3:22
2. Midwintertears (Veland, Moen) - 8:30
3. Pale Enchantress (Veland, Moen) - 6:29
4. Cease to Exist (Veland, Moen) - 9:16
5. Angina (Single Edit) (Veland) - 4:19
6. Opus Relinque (Radio Edit) (Moen, Hidle) - 5:02
7. Saturnine (Veland, Moen) - 2:03

### DVD
1. Midwintertears (Veland, Moen) - 07:15
2. My Lost Lenore (Veland) - 06:11
3. December Elegy (Veland) - 07:02
4. Pale Enchantress (Veland, Moen) - 06:02
5. Evenfall (videoclip) (Veland, Moen) - 07:28
6. Wasteland's Caress (Tour Edit) (Veland) - 07:58

## Créditos
- Vibeke Stene - Vocales
- Morten Veland - Vocales/Guitarra
- Anders H. Hidle - Guitarra
- Rune Østerhus - Bajo
- Einar Moen - Teclados
- Kenneth Olsson – Batería

### `Músicos invitados
- Østen Bergøy – coros en Evenfall (videoclip)
- Pete Johansen – violín  en Angina (Single Edit) y Evenfall (videoclip)